# آنا ویلسون-جونز
آنا ویلسون-جونز (انگلیسی: Anna Wilson-Jones؛ زادهٔ ۱۹۷۰) یک بازیگر اهل بریتانیا است.
از فیلم‌ها یا برنامه‌های تلویزیونی که وی در آن نقش داشته است، می‌توان به فردا و هکس اشاره کرد.